# Coulongé
Coulongé là một xã thuộc tỉnh Sarthe trong vùng Pays-de-la-Loire tây bắc nước Pháp. Xã này nằm có diện tích 15,2 km2, dân số cuối năm 2006 là 577 người.